# Valley Suns
Valley Suns is een Amerikaanse basketbalclub uit Tempe die opgericht werd in 2024 en uitkomt in de NBA G League.

## Geschiedenis
Nadat de Phoenix Suns de Bakersfield Jam hadden gekocht en veranderd in Northern Arizona Suns, hadden de Suns hun opleidingsploeg. In 2020 werd die ploeg verkocht aan Detroit Pistons. De Suns waren in 2024 de laatste NBA-ploeg zonder NBA G League ploeg. In februari 2024 werd de ploeg opgericht en later werd John Little aangesteld als eerste coach.

## Resultaten
| Seizoen | Wins | Verlies | Play-offs | Coach       |
| ------- | ---- | ------- | --------- | ----------- |
| 2024/25 |      |         |           | John Little |